# Oktogon

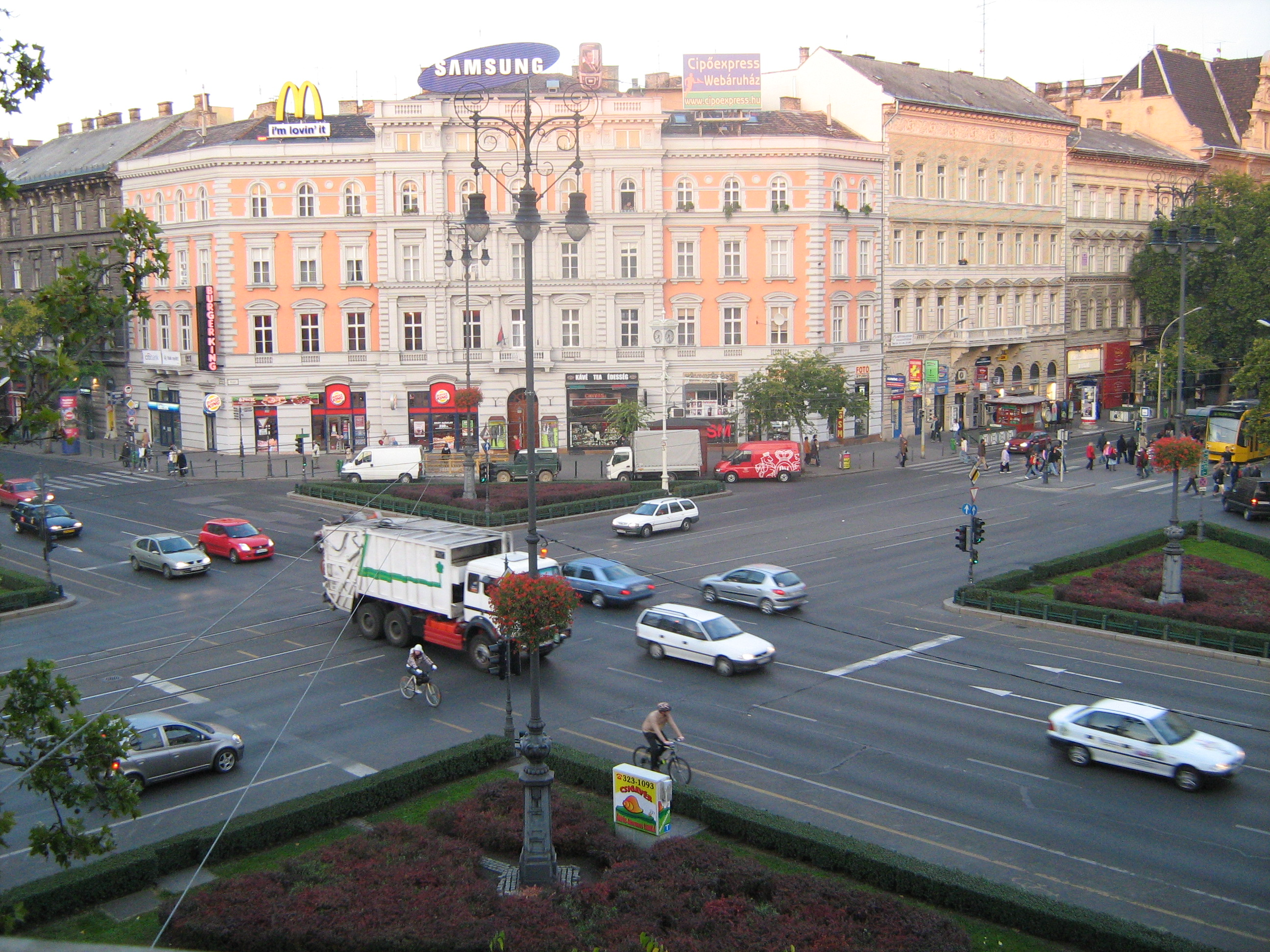
L'Oktagon da uno dei lati dell'ottagono che lo compongono

L'Oktogon è una delle più note piazze di Budapest, capitale dell'Ungheria. Situata a Pest, rappresenta una delle intersezioni stradali più trafficate ed importanti della città, essendo posizionata tra il Grand Boulevard (Nagykörút) e la celebre via Andrássy (Andrássy út). Il nome deriva dalla sua particolare forma ottagonale.
All'Oktogon è presente anche la stazione della linea 1 gialla (Millennium Underground) della Metropolitana di Budapest che percorre sottoterra tutta la Andrássy fino a Piazza degli Eroi (Hősök tere).